# Thermomicrobia
Los termomicrobios (Thermomicrobia) son una clase de las bacterias Chloroflexota. Son, como su nombre lo indica, termófilas. Algunos científicos creen que Thermomicrobia es un verdadero filo bacteriano, sin embargo, su filogenia le vincula fuertemente a Chloroflexota. En general, son termófilas aerobias heterótrofas Gram positivas o negativas.